# Beachtower
Beachtower ist eine Villa in der schottischen Stadt Dundee in der gleichnamigen Council Area. 1963 wurde das Bauwerk in die schottischen Denkmallisten in der höchsten Denkmalkategorie A aufgenommen.

## Geschichte
Red Court gehört zu den Villen in Dundee tätiger Industrieller, die in den ehemals eigenständigen Gemeinden, die heute den Ostteil Dundees bilden, im Laufe des 19. Jahrhunderts entstanden. Der Juteproduzent Andrew Adie ließ die Villa im Jahre 1875 errichten. Mit dem Planung betraute er den schottischen Architekten John Murray Robertson. In den 1890er Jahren bewohnte William Hunter, der Provost und spätere Lord Provost (in etwa Oberbürgermeister) von Dundee, Beachtower. 1887 ließ er einen Wintergarten ergänzen, der zwischenzeitlich abgebrochen wurde. Heute ist die Villa in sechs Wohnungen unterteilt.

## Beschreibung
Beachtower steht abseits der Ralston Road im Ostteil von Dundee nahe dem Nordufer des Firth of Tay. Mit Red Court und Aystree befinden sich zwei weitere denkmalgeschützte Industriellenvillen in der Umgebung. Die asymmetrisch aufgebaute zweistöckige Villa ist im historisierenden Italianate-Stil ausgestaltet. Das Gebäude zählt zu den frühen Bauwerken aus Schalbeton in Schottland. An der westexponierten Hauptfassade ragt rechts ein Treppenturm mit abschließender Balustrade auf, an dessen Fuße sich der pilastrierte Eingangsbereich befindet. An der Südseite treten zwei zweistöckige Ausluchten mit gekuppelten Fenstern heraus. Entlang der Fassaden sind im Erdgeschoss verschiedene Fenster mit Architraven ausgeführt. Kurze Friese gliedern die Fassaden horizontal. Das abschließende Dach ist mit grauem Schiefer eingedeckt.